# Discografia di Sophie and the Giants
La discografia di Sophie and the Giants, gruppo musicale britannico, è costituita da un EP, ventiquattro singoli e venti video musicali (inclusi quelli come artista ospite), pubblicati dal 2018.

## Extended play
| Anno | Titolo |
| ---- | --- |
| 2018 | Adolescence - Pubblicato: 25 ottobre 2018 - Etichetta: Island Records - Formati: download digitale, streaming |

## Singoli

### Come artista principale
| Anno                                                         | Titolo                                                   | Classifiche | Classifiche | Classifiche | Classifiche | Classifiche | Classifiche | Classifiche | Classifiche | Classifiche | Classifiche | Classifiche | Classifiche | Classifiche | Classifiche | Classifiche | Classifiche | Classifiche | Classifiche | Classifiche | Classifiche | Classifiche | Classifiche | Classifiche | Certificazioni | Album di provenienza  |
| Anno                                                         | Titolo                                                   | AUT         | BEL (FL)    | BEL (WA)    | BUL         | BLR         | CZE         | EST         | FRA         | GER         | ITA         | ISL         | HRV         | KAZ         | LTU         | MDA         | NLD         | POL         | ROU         | RUS         | SVK         | SLO         | SWI         | UKR         | Certificazioni | Album di provenienza  |
| ------------------------------------------------------------ | -------------------------------------------------------- | ----------- | ----------- | ----------- | ----------- | ----------- | ----------- | ----------- | ----------- | ----------- | ----------- | ----------- | ----------- | ----------- | ----------- | ----------- | ----------- | ----------- | ----------- | ----------- | ----------- | ----------- | ----------- | ----------- | --- | --------------------- |
| 2018                                                         | Monsters                                                 | —           | —           | —           | —           | —           | —           | —           | —           | —           | —           | —           | —           | —           | —           | —           | —           | —           | —           | —           | —           | —           | —           | —           | | /                     |
| 2018                                                         | Bulldog                                                  | —           | —           | —           | —           | —           | —           | —           | —           | —           | —           | —           | —           | —           | —           | —           | —           | —           | —           | —           | —           | —           | —           | —           | | Adolescence           |
| 2018                                                         | Space Girl                                               | —           | —           | —           | —           | —           | —           | —           | —           | —           | —           | —           | —           | —           | —           | —           | —           | —           | —           | —           | —           | —           | —           | —           | | Adolescence           |
| 2018                                                         | Waste My Air                                             | —           | —           | —           | —           | —           | —           | —           | —           | —           | —           | —           | —           | —           | —           | —           | —           | —           | —           | —           | —           | —           | —           | —           | | Adolescence           |
| 2019                                                         | The Light                                                | —           | —           | —           | —           | —           | —           | —           | —           | —           | —           | —           | —           | —           | —           | —           | —           | —           | —           | —           | —           | —           | —           | —           | | /                     |
| 2019                                                         | Break the Silence                                        | —           | —           | —           | —           | —           | —           | —           | —           | —           | —           | —           | —           | —           | —           | —           | —           | —           | —           | —           | —           | —           | —           | —           | | /                     |
| 2019                                                         | Runaway                                                  | —           | —           | —           | —           | —           | —           | —           | —           | —           | —           | —           | —           | —           | —           | —           | —           | —           | —           | —           | —           | —           | —           | —           | | /                     |
| 2020                                                         | Hypnotized (con Purple Disco Machine)                    | 23          | 9           | 55          | —           | —           | 63          | —           | 61          | 11          | 2           | 34          | 12          | —           | 14          | —           | 31          | 1           | 62          | —           | 40          | 2           | 18          | —           | - AUT: Platino (2) - BEL: Oro - FRA: Diamante - FIN: Oro - GER: Platino - ITA: Platino (5) - HUN: Platino - POL: Platino (3) - SPA: Platino - SWI: Platino | Exotica               |
| 2021                                                         | Right Now                                                | —           | —           | —           | —           | —           | —           | —           | —           | —           | —           | —           | —           | —           | —           | —           | —           | —           | —           | —           | —           | —           | —           | —           | | /                     |
| 2021                                                         | Don't Ask Me to Change                                   | —           | —           | —           | —           | —           | —           | —           | —           | —           | —           | —           | —           | —           | —           | —           | —           | —           | —           | —           | —           | —           | —           | —           | | /                     |
| 2021                                                         | Falene (con Michele Bravi)                               | —           | —           | —           | —           | —           | —           | —           | —           | —           | —           | —           | —           | —           | —           | —           | —           | —           | —           | —           | —           | —           | —           | —           | - ITA: Oro | La geografia del buio |
| 2021                                                         | If I Don't Break Your Heart I'll Break Mine              | —           | —           | —           | —           | —           | —           | —           | —           | —           | —           | —           | —           | —           | —           | —           | —           | —           | —           | —           | —           | —           | —           | —           | | /                     |
| 2021                                                         | Golden Nights (feat. Benny Benassi, Dardust e Astrality) | —           | —           | —           | —           | —           | —           | —           | —           | —           | 100         | —           | —           | —           | —           | —           | —           | —           | —           | —           | —           | —           | —           | —           | - ITA: Oro | /                     |
| 2022                                                         | In the Dark (con Purple Disco Machine)                   | 26          | 4           | 3           | 1           | 1           | —           | 88          | 76          | 12          | 68          | —           | —           | 32          | 72          | —           | 34          | 2           | —           | 1           | —           | —           | 40          | 5           | - AUT: Platino - GER: Oro - FRA: Platino - ITA: Platino - HUN: Platino - POL: Platino - SWI: Oro                                                           | Exotica               |
| 2022                                                         | We Own the Night                                         | —           | —           | —           | —           | —           | —           | —           | —           | —           | —           | —           | —           | —           | —           | —           | —           | —           | —           | —           | —           | —           | —           | —           | | /                     |
| 2023                                                         | DNA (feat. Mearsy)                                       | —           | —           | —           | —           | —           | —           | —           | —           | —           | —           | —           | —           | —           | —           | —           | —           | —           | —           | —           | —           | —           | —           | —           | - ITA: Oro | /                     |
| 2023                                                         | Paradise (con Purple Disco Machine)                      | —           | —           | —           | —           | 65          | —           | 13          | —           | —           | —           | —           | 11          | —           | —           | —           | —           | —           | —           | —           | —           | —           | —           | —           | | Paradise              |
| 2024                                                         | Shut Up and Dance                                        | —           | —           | —           | —           | 2           | —           | —           | —           | —           | —           | —           | —           | 6           | —           | 56          | —           | —           | —           | 3           | —           | —           | —           | —           | | /                     |
| 2024                                                         | All Night (con R3hab)                                    | —           | —           | —           | —           | —           | —           | —           | —           | —           | —           | —           | —           | —           | —           | —           | —           | —           | —           | —           | —           | —           | —           | —           | | /                     |
| 2025                                                         | Red Light                                                | —           | —           | —           | —           | —           | —           | —           | —           | —           | —           | —           | —           | —           | —           | —           | —           | —           | —           | —           | —           | —           | —           | —           | | /                     |
| 2025                                                         | Bad Friends                                              | —           | —           | —           | —           | —           | —           | —           | —           | —           | —           | —           | —           | —           | —           | —           | —           | —           | —           | —           | —           | —           | —           | —           | | /                     |
| 2025                                                         | A Little Bit Wild                                        | —           | —           | —           | —           | —           | —           | —           | —           | —           | —           | —           | —           | —           | —           | —           | —           | —           | —           | —           | —           | —           | —           | —           | | /                     |
| "—" indica una pubblicazione non classificata in quel paese. |                                                          |             |             |             |             |             |             |             |             |             |             |             |             |             |             |             |             |             |             |             |             |             |             |             | |                       |

### Come artista ospite
| Anno | Titolo                                                     | Album di provenienza   |
| ---- | ---------------------------------------------------------- | ---------------------- |
| 2023 | Dire, fare, curare (Alex Wyse feat. Sophie and the Giants) | Ciò che abbiamo dentro |
| 2024 | Last Summer (Fast Boy e Moby feat. Sophie and the Giants)  | /                      |

## Video musicali
| Anno | Titolo                                                     | Regista/i                                   |
| ---- | ---------------------------------------------------------- | ------------------------------------------- |
| 2018 | Monsters                                                   | Jack Lowe                                   |
| 2018 | Bulldog                                                    | Alex.r.kirkwood                             |
| 2019 | The Light                                                  | Benjamin Simmons                            |
| 2019 | Break the Silence                                          | —                                           |
| 2020 | Hypnotized (con Purple Disco Machine)                      | Mary Rozzi                                  |
| 2021 | Right Now                                                  | —                                           |
| 2021 | Don't Ask Me to Change                                     | Stella Belle Hex                            |
| 2021 | Falene (con Michele Bravi)                                 | Erika Arosio                                |
| 2021 | If I Don't Break Your Heart I'll Break Mine                | Mahogany Sessions                           |
| 2021 | Golden Nights (feat. Benny Benassi, Dardust e Astrality)   | —                                           |
| 2022 | In the Dark (con Purple Disco Machine)                     | Dmitrij Cvetkov                             |
| 2022 | We Own the Night                                           | Roisino                                     |
| 2023 | Dire, fare, curare (Alex Wyse feat. Sophie and the Giants) | Twohats (Gabriele Perroni e Simone Coppola) |
| 2023 | DNA (feat. Mearsy)                                         | WMA                                         |
| 2023 | Paradise (con Purple Disco Machine)                        | Samuel Douek                                |
| 2024 | Shut Up and Dance                                          | —                                           |
| 2024 | Last Summer (Fast Boy e Moby feat. Sophie and the Giants)  | Jeisson Martin e Rosa Gehlich               |
| 2025 | Red Light                                                  | Roisino                                     |
| 2025 | Bad Friends                                                | Roisino                                     |
| 2025 | A Little Bit Wild                                          | Roisino                                     |